# Акраб (село)
Акра́б (каз. Ақраб) — село у складі Хобдинського району Актюбінської області Казахстану. Адміністративний центр та єдиний населений пункт Акрабського сільського округу.
Населення — 607 осіб (2021; 856 у 2009, 1926 у 1999, 2982 у 1989).